# أيت إيشو أوعلا (آيت حدو أو علي)
أيت إيشو أوعلا أو إيغود هو دُوَّار مشتت يقع بجماعة سيدي المخفي دائرة أزرو، إقليم إفران، جهة فاس مكناس في المملكة المغربية. ينتمي الدوّار لمشيخة آيت حدو أو علي التي تضم 5 دواوير. يقدر عدد سكانه بـ 168 نسمة، يعيشون في 30 أسرة حسب الإحصاء الرسمي للسكان والسكنى لسنة 2014.

## معرض الصور

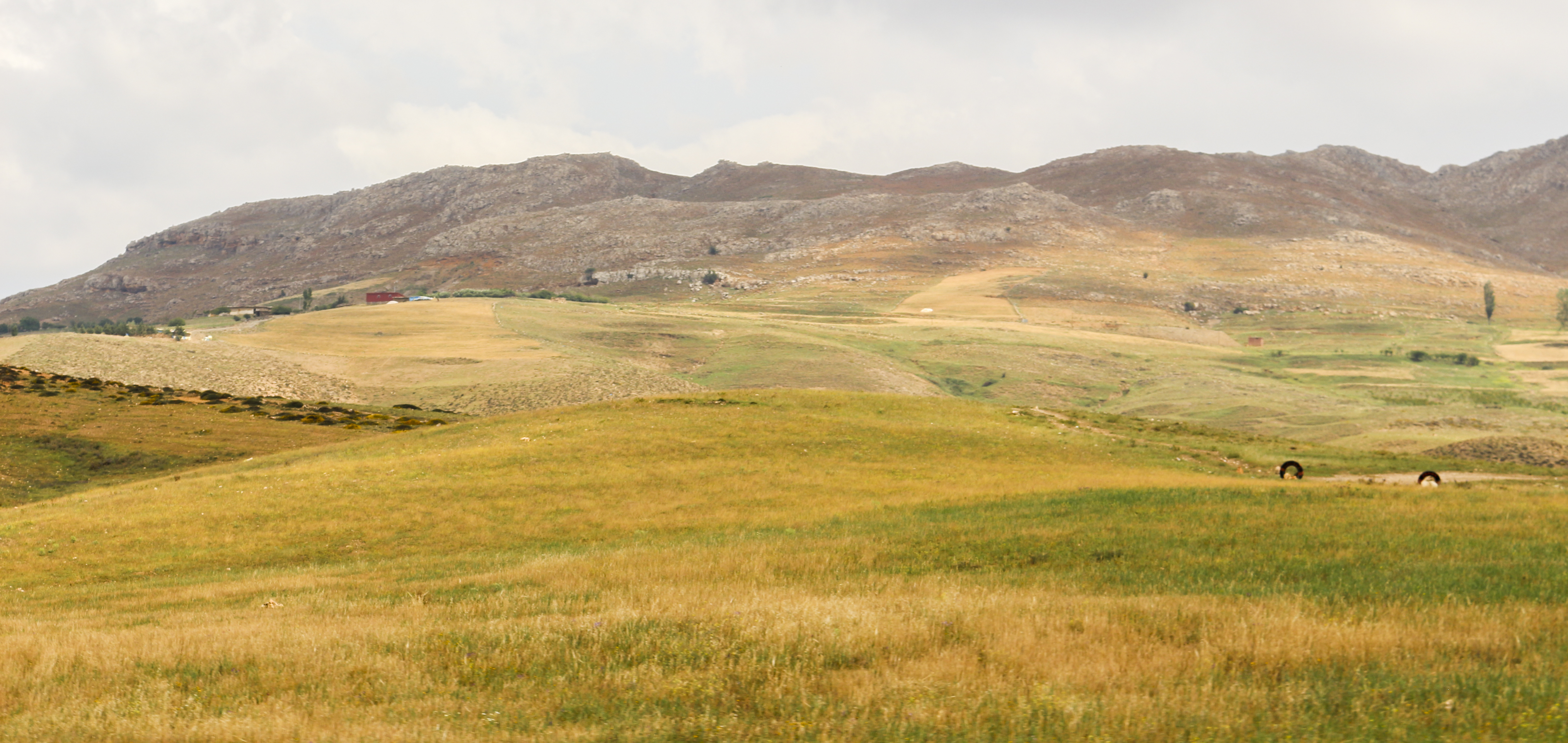
أراضي فلاحية من دوار أيت يشو أوعلا
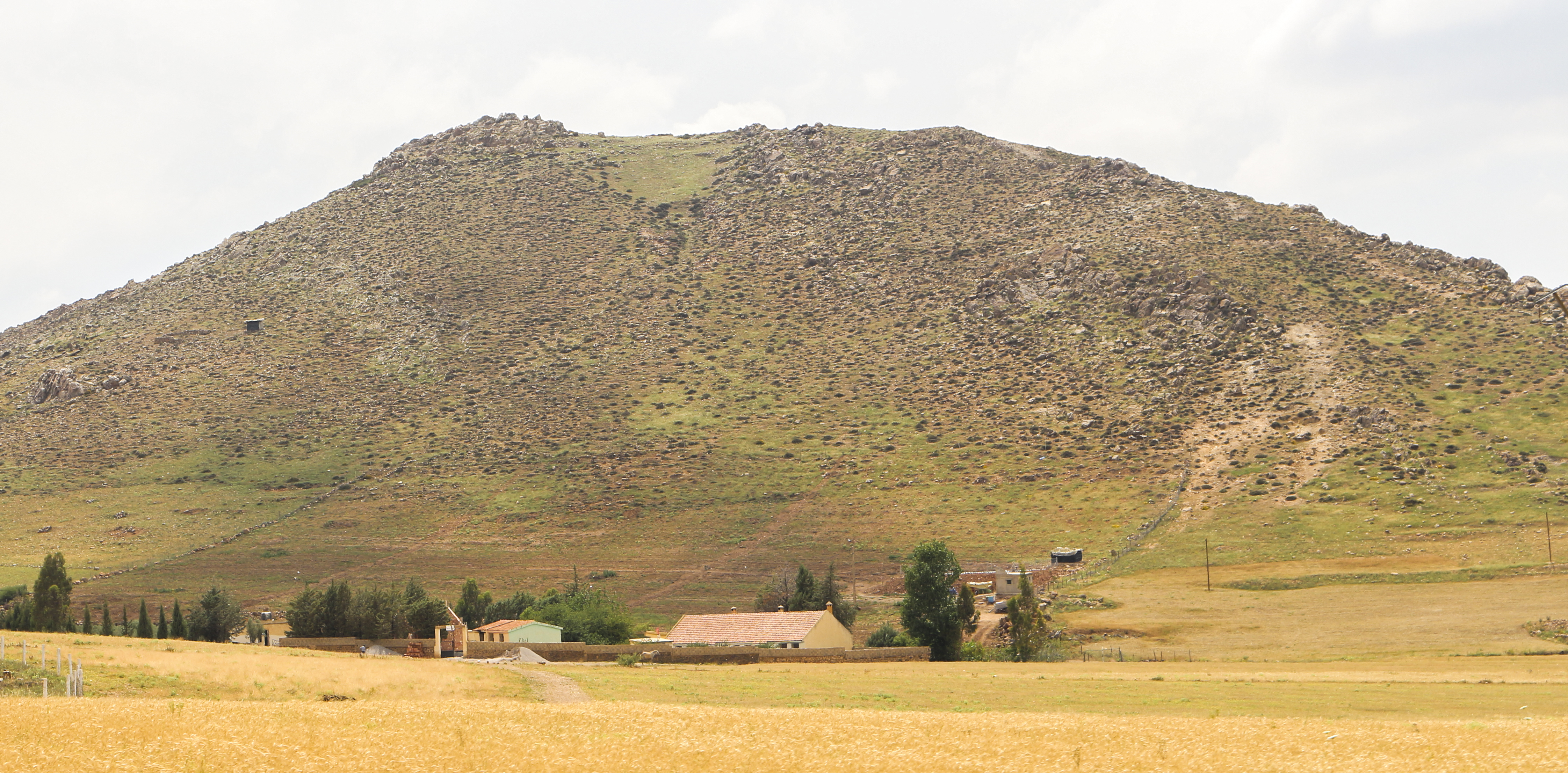
مباني سكنية بدوار أيت إيشو أوعلا
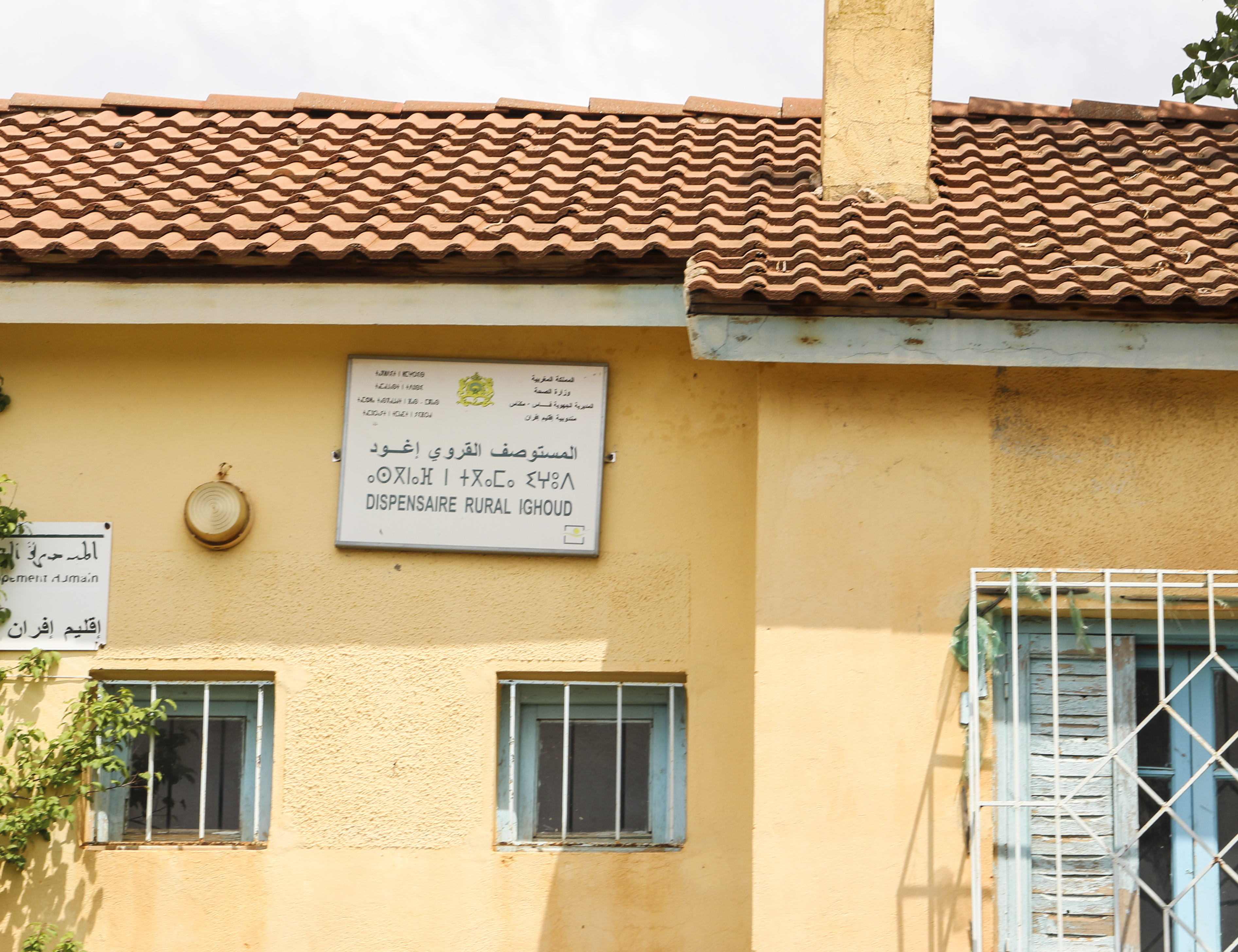
المستوصف القروي لأيت إشو أوعلا

## وصلات خارجية
- البوابة الوطنية للجماعات الترابية
- المندوبية السامية للتخطيط